# Antoine Charles Marcelin Poullet-Delisle
 (mai 2022).
Antoine Charles Marcelin Poullet de Lisle (né à Janville le 17 janvier 1778 et mort à Arrou le 23 août 1849) est un ingénieur, mathématicien, latiniste et traducteur français.

## Biographie
Antoine Charles Marcelin Poullet de Lisle naît de Jean François Poulet, seigneur de Lisle, et de Jeanne Angélique Guérineau de Guillervale. Il est le neveu de Jean-Nicolas-Marcellin Guérineau de Saint-Péravy. Il est élève à l'École polytechnique (1796) puis à l'École des ponts et chaussées (1798), dont il sort ingénieur. Chef d'études à Polytechnique en 1802, il passe professeur de mathématiques au lycée d'Orléans en 1804. 
Inspecteur de l'Académie d'Orléans (1809), il est nommé recteur de celle d'Angers puis de celle de Bourges en 1815, avant de reprendre Angers deux ans plus tard. Il passe recteur de l'Académie de Limoges en 1824.
En 1828, il est nommé inspecteur général des études. Il prend sa retraite avec le titre d'inspecteur général honoraire de l'Université en 1840.
Retiré dans son château de la Rémonière, il est maire d'Arrou de 1842 à 1848[réf. nécessaire]. Marié avec Adèle Boutet de Mazug, il est le beau-père de Prosper-Auguste Poulain de Bossay.

## Travaux
- Application de l'algèbre à la géométrie (1809)
- Recherches arithmétiques, de Carl Friedrich Gauss (traduction, 1807)